# Rubilepis camuseti
Rubilepis camuseti is een keversoort uit de familie bladsprietkevers (Scarabaeidae). De wetenschappelijke naam van de soort is voor het eerst geldig gepubliceerd in 1950 door Dewailly.